# Dalia Grybauskaitė
Dalia Grybauskaitė (kiejtés: [daˈljɛ griːbausˈkaiteː]) (Vilnius, 1956. március 1. –) litván politikus, 2009. július 12. és 2019. július 12. között Litvánia elnöke volt. Korábban külügyminiszter-helyettesként, pénzügyminiszterként és az Európai Unió pénzügyi tervezési és költségvetési biztosaként tevékenykedett. A gyakran Vasladyként emlegetett Grybauskaitė Litvánia negyedik közvetlenül választott elnöke azóta, hogy a balti köztársaság 1991-ben visszanyerte függetlenségét és egyben az első női államfője.

## Élete

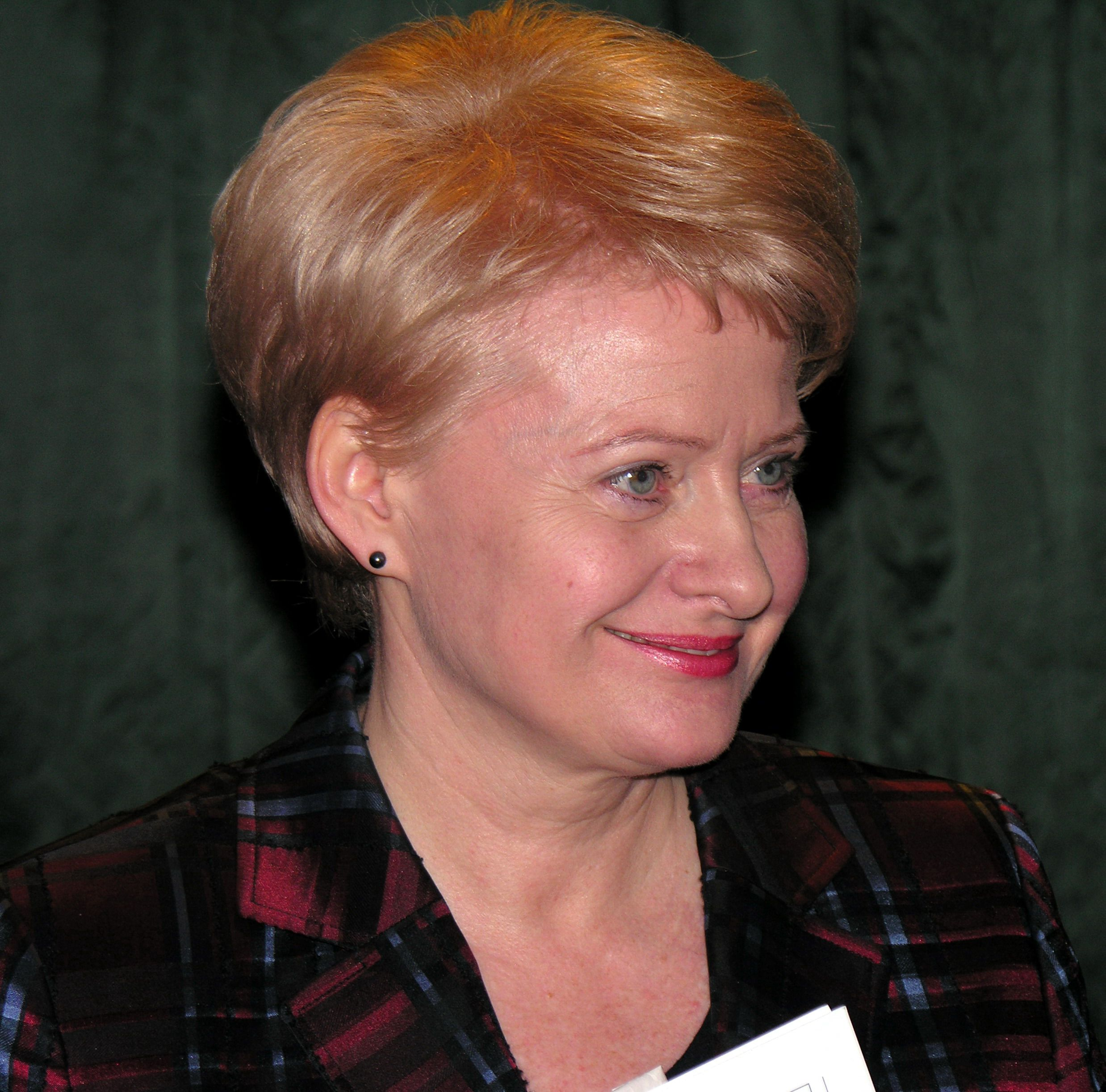

1956. március 1-én született Vilniusban. A Leningrádi Állami Egyetemen gazdasági karán diplomázott, és 1989-ben doktori címet szerzett közgazdaságtanból. Dolgozott nagyköveteként Washingtonban, és további tanulmányokat folytatott a washingtoni Georgetown Egyetemen. 2004 májusától öt évig az Európai Bizottság költségvetésért és pénzügyi tervezésért felelős biztosa volt.
A sportban is elért eredményeket, hiszen feketeöves karatéka. Családi állapotát tekintve egyedülálló, és nincs gyereke. Anyanyelve mellett jól beszél angolul, oroszul és franciául is. A 2009-es litvániai elnökválasztáson már az első fordulóban diadalmaskodott, a szavazatok 68%-ának megszerzésével. Az Európai Unió gazdasági válsága elleni küzdelemben elért eredményeit 2013-ban a Nemzetközi Károly-díjjal ismerték el.